# 弗朗索瓦·瓦德勒
弗朗索瓦·瓦德勒（François Vatel，法語發音：[fʁɑ̃swa vatɛl]，1631年—1671年4月24日）以发明生奶油，一种香草味甜奶油而闻名，1671年4月为孔代亲王路易二世·德·波旁在尚蒂伊城堡主办的招待路易十四的2000人的奢侈的宴会而发明，因而得名“尚蒂伊奶油”。
有一个广为流传的故事，是根据塞维涅夫人书信中的描述，在同一次宴会上，瓦德勒这个精湛的完美主义者，据说因为鱼迟迟未到—宴会在星期五举行—而悲痛欲绝，加上他犯的其他一些错误，羞愤不已，拔剑自杀。据说，是前来告诉他鱼已经送到的助手发现了他的尸体。他的去世被视为一个国家的悲剧。
此前，瓦德勒曾服务于路易十四的财政大臣尼古拉斯·富凯，1661年8月17日，在子爵城堡举行的豪华宴会上，瓦德勒已经出名。 

## 流行文化
2000年电影《瓦德勒》描绘他的故事，瓦德勒一角由杰拉尔·德帕迪约扮演。